# 한지은 (배우)
한지은(한국 한자: 韓知懚)은 대한민국의 배우이자 모델이다.
경기도 과천시에서 1남 1녀 중 막내로 출생하였고, 본관은 청주이며 2006년 독립 단편 영화 《동방불패》의 주연(왕수진 역)을 통하여 영화 배우로 처음 데뷔하였고, 대표 작품으로는 2019년 JTBC 금토 드라마 《멜로가 체질》, 2020년 MBC 수목 미니시리즈 드라마 《꼰대인턴》, 2021년 TvN 금토 드라마 《배드 앤 크레이지》 등이 있다.

## 학력
- 2006년 분당영덕여자고등학교[2] (졸업)
- 2014년 동덕여자대학교 방송연예학과 (학사)

## 출연 작품

### 드라마
| 연도   | 방송사   | 제목                                  | 역할           | 비고      |
| ------ | -------- | ------------------------------------- | -------------- | --------- |
| 2011   | MBC      | 《빛과 그림자》                       | 쇼 무용단원    |           |
| 2014   | KBS 2TV  | 일일드라마 《뻐꾸기 둥지》            |                |           |
| 2014   | MBC      | 《운명처럼 널 사랑해》                | 가짜 김미영 역 |           |
| 2015   | KBS 2TV  | 《착하지 않은 여자들》                |                |           |
| 2016   | 네이버TV | 《뷰티학개론》                        | 이봉주         | 웹 드라마 |
| 2016   | KBS 2TV  | 주말드라마 《아이가 다섯》            | 여배우         |           |
| 2016   | tvN      | 《안투라지》                          | 차준 소개팅녀  |           |
| 2017년 | KBS 1TV  | 일일드라마 《미워도 사랑해》          |                |           |
| 2018   | tvN      | 《백일의 낭군님》                     | 애월           |           |
| 2018   | 채널A    | 《열두밤》                            | 박선주         |           |
| 2019   | JTBC     | 《멜로가 체질》                       | 황한주         |           |
| 2019   | tvN      | 《싸이코패스 다이어리》               |                | 특별 출연 |
| 2020   | MBC      | 《꼰대인턴》                          | 이태리         |           |
| 2020   | 카카오TV | 《도시남녀의 사랑법》                 | 오선영         |           |
| 2021   | tvN      | 《드라마 스테이지 - EP. 안녕 도로시》 | 장도영         |           |
| 2021   | tvN      | 《간 떨어지는 동거》                  | 출판사 팀장    | 특별 출연 |
| 2021   | tvN      | 《마녀식당으로 오세요》               | 작가           | 특별 출연 |
| 2021   | tvN      | 《배드 앤 크레이지》                  | 이희겸         |           |
| 2022   | 티빙     | 《개미가 타고 있어요》                | 유미서         | 웹 드라마 |
| 2022   | KBS 2TV  | 《드라마 스페셜 - 낯선 계절에 만나》  | 오희주         | 단막극    |
| 2024   | KBS 2TV  | 《멱살 한번 잡힙시다》                | 차은새         |           |
| 2025   | tvN      | 《별들에게 물어봐》                   | 최고은         | 16부작    |
| 2025   | 티빙     | 《스터디그룹》                        | 이한경         | 10부작    |

### 영화
- 2006년 영화 《동방불패》 ... 왕수진 역
- 2010년 영화 《귀 - 부르는 손 편》 ... 은지 역
- 2014년 영화 《수상한 그녀》 ... 미애 역
- 2014년 영화 《기술자들》 ... 리포터 역
- 2014년 영화 《상의원》 ... 취향루 기녀 1
- 2015년 영화 《극적인 하룻밤》 ... 화보 모델 역
- 2015년 영화 《탯줄》 ... 고등학교 국어교사 역
- 2016년 천만영화 《부산행》 ... 이어폰 녀 역
- 2017년 영화 《조작된 도시》 ... 파티 플래너 역
- 2017년 영화 《석조저택 살인사건》 ... 천희 홍세희 역
- 2017년 영화 《리얼》 ... 한예원 역
- 2017년 영화 《이별택시》 ... 시원 역
- 2018년 영화 《창궐》 ... 경빈 역
- 2018년 영화 《도어락》 ... 강승혜 역
- 2019년 영화 《귀신의 향기》 ... 선미 역
- 2024년 영화 《결혼, 하겠나?》 ... 민우정 역
- 2025년 영화 《히트맨2》 ... 해인 역 (스포일러[4])
- 2025년 영화 《온리 갓 노우즈 에브리띵》 ... 윤주영 역

### 교양
| 연도 | 방송사 | 제목                               | 역할   | 비고       |
| ---- | ------ | ---------------------------------- | ------ | ---------- |
| 2020 | SBS    | 《꼬리에 꼬리를 무는 그날 이야기》 | 게스트 | 2020.11.12 |

### 예능
| 연도 | 방송사 | 제목       | 역할   | 비고       |
| ---- | ------ | ---------- | ------ | ---------- |
| 2020 | SBS    | 《런닝맨》 | 게스트 | 2020.11.01 |
| 2024 | 유튜브 | 《집대성》 | 게스트 | 2024.10.25 |

### 뮤직비디오
| 연도 | 가수   | 노래         | 공동 출연 | 비고 |
| ---- | ------ | ------------ | --------- | ---- |
| 2015 | 비투비 | 〈괜찮아요〉 |           |      |

### 광고
| 연도 | 기업           | 제품                                                      | 종류        | 공동 출연            |
| ---- | -------------- | --------------------------------------------------------- | ----------- | -------------------- |
| 2014 | 한국P&G        | 다우니 아로마 쥬얼 - 뉴욕이 반한 향기 다우니 아로마 쥬얼  | 섬유 유연제 | 정려원               |
| 2014 | 광동제약       | 광동 헛개차 (지면광고)                                    | 음료        |                      |
| 2014 | 광동제약       | 광동 쌍화탕                                               | 의약품      |                      |
| 2014 | KFC            | KFC - 매운 맛 앞에서 나를 잠시 잊었다                     | 패스트푸드  | 송재림               |
| 2015 | 한국마사회     |                                                           | 공익광고    |                      |
| 2015 | 농심           | 농심 컵라면 (지면광고)                                    | 라면        |                      |
| 2015 | 공익광고협의회 | 공익광고협의회 - 환경보호 생활속에서도 실천할 수 있습니다 | 공익광고    |                      |
| 2015 | 수원시         | 수원시 - 2016 수원 화성 방문의 해                         | 공익광고    | 손호영               |
| 2016 | 수원시         | 수원시 - 수원시 관광 정보를 한 눈에!                      | 공익광고    |                      |
| 2016 | 아모레퍼시픽   | 이니스프리 - 에코백을 좋아하고                            | 화장품      | 한예리, 헨리, 그레이 |

## 수상 및 후보
| 연도 | 시상식       | 부문                                 | 작품             | 결과 |
| ---- | ------------ | ------------------------------------ | ---------------- | ---- |
| 2020 | MBC 연기대상 | 수목 미니시리즈 부문 여자 우수연기상 | 꼰대인턴         | 후보 |
| 2022 | KBS 연기대상 | 드라마 스페셜•TV 시네마상 여자       | 낯선 계절에 만나 | 후보 |